# Guadalupe Mountains
Die Guadalupe Mountains sind ein Gebirge im US-Bundesstaat Texas und im Südosten von New Mexico.
Der höchste Berg, der Guadalupe Peak, ist mit seinen 2667 Metern die höchste Erhebung in Texas. Die Guadalupe Mountains liegen ganz im Westen des Staates, an der Grenze zum Bundesstaat New Mexico.
Der Guadalupe-Mountains-Nationalpark, zu dem die Guadalupe Mountains heute gehören, wurde 1972 gegründet. Der Guadalupe-Nationalpark ist nicht mit dem Auto zu durchfahren. Man kann nur zu Fuß das Innere des Parks erkunden. 
Die Vegetation im Canyon ist eine ganz eigene Mischung aus Wüstenpflanzen und Bergwäldern. Hier stehen Kakteen und Agaven neben Farnen, Walnussbäumen und Kiefern. Auch die Tierwelt ist noch ziemlich intakt. Füchse und Kojoten leben hier ebenso wie Berglöwen, Hirsche, Hasen und Stachelschweine.